# 提拉斯

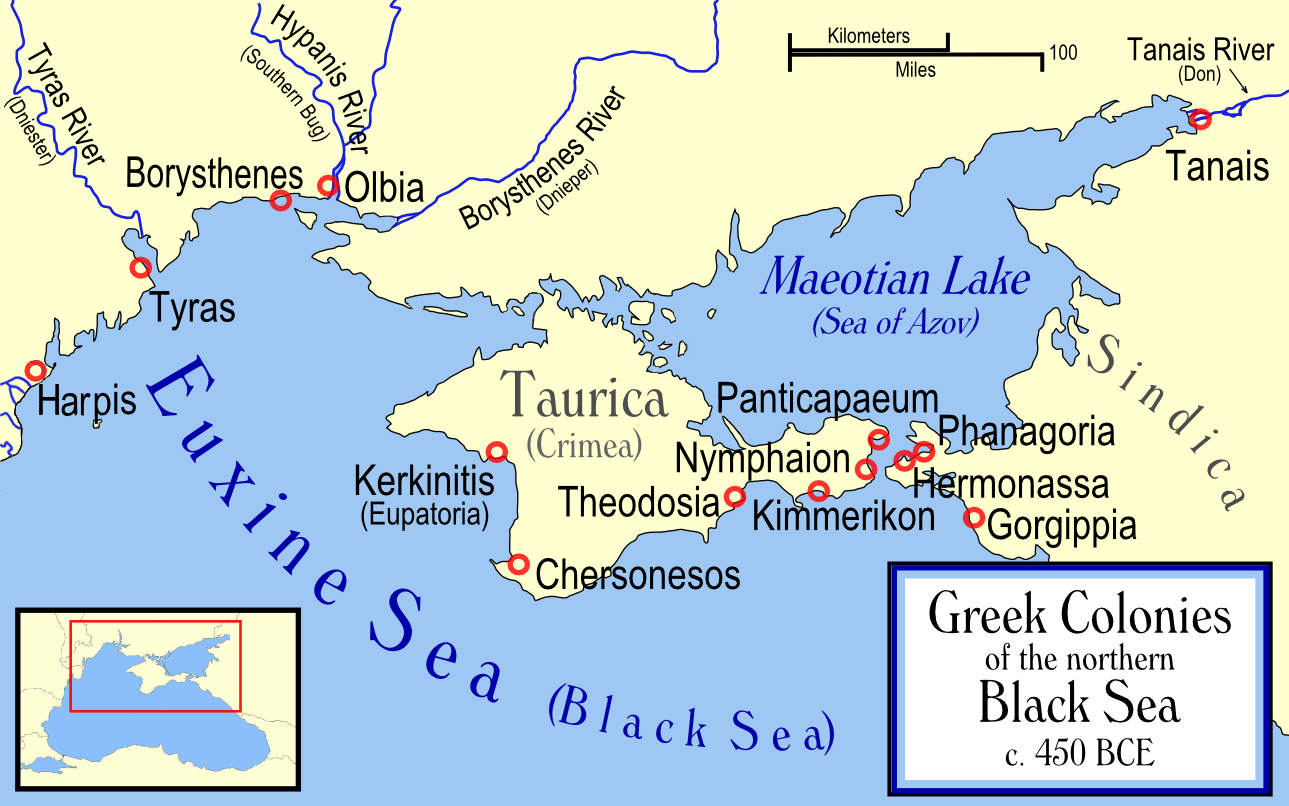
古希臘人在黑海-亞速海沿岸的殖民地。左一為提拉斯

提拉斯為古希臘城邦米利都的殖民地，於公元前600年左右在提拉斯河（如今被称为德涅斯特河）河口附近成立。在公元前2世紀被納入附近王國的統治之下，接著在公元前50年前後被盖塔人所毀滅，到了公元56年，羅馬人重建了這裡，並讓其成為默西亞行省的一部分，但不久之後又被哥德人所摧毀。
提拉斯的政府主要由5個執政官、參議院、公民大會以及戶籍管理者所主導。關於提拉斯的紀錄不多，而且大多與貿易有關，有著一系列從圖密善到亞歷山大·塞維魯的皇帝頭像的硬幣，且有用這些硬幣交易小麥、葡萄酒以及魚的紀錄。

## 延伸閱讀
- O D E S S A    S T A T E    M U S E U M    o f  A R C H A E O L O G Y （页面存档备份，存于）
- Bilhorod-Dnistrovskyi （页面存档备份，存于）
- Karyshkovskij, Petr O.; Kleiman, Isaac B. . Odesa: Polis Press. 1994. ISBN 9785770745313.

## 來源
This article incorporates text from the Encyclopædia Britannica, Eleventh Edition, a publication now in the public domain. 